# چارلز الورثی، بارون الورثی
چارلز الورثی، بارون الورثی (انگلیسی: Charles Elworthy, Baron Elworthy; ۲۳ مارس ۱۹۱۱ – ۴ آوریل ۱۹۹۳) فرد نظامی اهل نیوزیلند بود. وی همچنین برندهٔ جوایزی همچون صلیب نیروی هوایی و مدال صلیب پرواز ممتاز (بریتانیا) شده‌است.